# Tell the Vision
«Tell the Vision» — песня американского рэпера Pop Smoke при участии Канье Уэста и Pusha T. Она была выпущена 16 июля, как третий трек со второго посмертного студийного альбома Faith. Альтернативная версия песни вошла в десятый студийный альбом Уэста Donda.

## Описание
«Tell the Vision» — дрилл-песня. В ней используется синти-поп звучание, дрилл-барабаны и синтезаторы.
Сначала в «Tell the Vision» играет куплет Уэста, после которого начинается скит ведущей радио Power 105.1 Энджи Мартине, которая рассказывает о Pop Smoke и его смерти. Текст Башара повествует о его детстве в Бруклине, Нью-Йорк и трудностях, с которыми он столкнулся, когда рос.
В начале куплета Pusha T отдаёт дань уважения Pop Smoke, упоминая шестой студийный альбом американского рэпера Tyler, the Creator Call Me If You Get Lost, называя его конкурентом Faith. Затем, он объявляет о том, что вскоре собирается выпустить свою пластинку. Фраза «корона только для короля, они пытаются отдать её клоуну», произнесённая Pusha T считается диссом на канадского рэпера Дрейка.

## Отзывы
Антуан-Самуэль Мауффетт Алаво из Exclaim! считает, что Pusha T не следовало включать в «Tell the Vision» и «Top Shotta», потому что друг Pop Smoke, Fivio Foreign, не присутствует на альбоме. Агрегатор HipHopDX, Энтони Мэлоун сказал, что песня «немедленно идёт под откос». Альфонс Пьер из Pitchfork заявил, что трек обладает «энергией университетской газеты, изо всех сил пытающейся попасть в необходимое число слов», и предположил, что звукозаписывающий лейбл не заботится о том, как звучит продукт.
Агрегатор Rolling Stone Мози Ривз предположила, что фраза «Я вижу платину в облаках» касается Faith и имеит «те же коммерческие высоты», что и дебютный посмертный альбом Pop Smoke Shoot for the Stars, Aim for the Moon. В Variety считают, что куплет Pusha T вызывает больше всего споров. Робин Мюррей из Clash заявил, что песня «простой момент для учебников истории». Агрегатор HotNewHipHop, Алекс Зидель заявил, что, несмотря на то, что слушать «Tell the Vision» было «горько-сладко», команда Pop Smoke «проделала огромную работу». Крейг Дженкинс из Vulture сказал, что песня «такая многолюдная, возмутительная, энергичная и странная». Он продолжил, сказав, что трек «самое заманчивое соотношение безумных идей к невероятным успехам» и что он является «пересечением нескольких микрожанров одновременно».

## Чарты
| Чарт (2021)                           | Высшая позиция |
| ------------------------------------- | -------------- |
| Австралия (ARIA)                      | 43             |
| Канада (Billboard Canadian Hot 100)   | 19             |
| Франция (SNEP)                        | 96             |
| Мир (Billboard Global 200)            | 33             |
| Ирландия (IRMA)                       | 62             |
| New Zealand Hot Singles (RMNZ)        | 3              |
| Португалия (AFP)                      | 76             |
| Швеция (Sverigetopplistan)            | 65             |
| Швейцария (Schweizer Hitparade)       | 50             |
| Великобритания (OCC UK Singles)       | 55             |
| Великобритания (OCC UK Hip Hop/R&B)   | 19             |
| США (Billboard Hot 100)               | 49             |
| США (Billboard Hot R&B/Hip-Hop Songs) | 16             |